# 二宮ん家
『二宮ん家』（にのみやんち）は、フジテレビ系列にて2021年から夕方帯に不定期放送されているバラエティ番組である。

## 概要
2021年以降の嵐の活動休止 に伴い『嵐ツボ』が終了し、同年1月3日から内容を引き継ぎ、二宮が司会の新番組『二宮ん家』を放送。
民泊「二宮ん家」主人の二宮と宿泊客の柴田を司会に様々な企画が行われる。オープニングとエンディングはドラマになっているが、第二回は企画の間にもドラマパートがあった。第五回以降はドラマパートが廃止された。
| 第1話 | 民泊「二宮ん家」1日始まり |
| 第2話 | ちょっとした事件          |
| 第3話 | デイビッドの日記          |

民泊「二宮ん家」
和風の一軒家を民泊にしている。一泊2食付きで2000円。特番の度に満室になるものの、安いだけに経営も厳しいらしい。

## 出演者

### 司会
- 二宮和也 - 民泊「二宮ん家」の主人。

### 進行
- 柴田英嗣（アンタッチャブル） - 売れない芸人という設定。

### ゲスト
| 回数 | スタジオゲスト                                                                 | ロケゲスト                                                        |
| ---- | ------------------------------------------------------------------------------ | ----------------------------------------------------------------- |
| 1    | - さまぁ〜ず - ゲッターズ飯田 - DJ松永（Creepy Nuts） - 生見愛瑠               | - 塚田僚一（A.B.C-Z） - 浜口京子 - 別府ともひこ（エイトブリッジ） |
| 2    | - ヒロミ - 山田涼介（Hey! Say! JUMP） - 高橋克実 - 髙橋ひかる - 小林優介（響） |                                                                   |
| 3    | - 中丸雄一（KAT-TUN） - 吉村崇（平成ノブシコブシ） - 生見愛瑠                  |                                                                   |
| 4    | - せいや（霜降り明星） - 佐藤栞里 - 西畑大吾（なにわ男子）                     |                                                                   |
| 5    | - 陣内智則 - 向井慧（パンサー） - 矢田亜希子 佐藤栞里                          |                                                                   |
| 6    | - 佐藤栞里 - 長谷川忍（シソンヌ） - 長田庄平 - 松尾駿 - 水野美紀               |                                                                   |

## 放送日時
| 回数 | 放送タイトル            | 放送日                  | 放送時間（JST） | 備考                                      |
| ---- | ----------------------- | ----------------------- | --------------- | ----------------------------------------- |
| 1    | 二宮ん家                | 2021年1月3日（日曜日）  | 16:15 - 18:00   | 全国ネット                                |
| 2    | 二宮ん家                | 2021年6月12日（土曜日） | 16:00 - 17:30   | 関東ローカル 『土曜スペシャル』枠で放送。 |
| 3    | 二宮ん家                | 2021年11月7日（日曜日） | 16:00 - 17:25   | 関東ローカル                              |
| 4    | 二宮ん家                | 2023年1月3日（火曜日）  | 16:15 - 18:00   | 全国ネット                                |
| 5    | 二宮ん家                | 2024年1月3日（水曜日）  | 16:15 - 18:00   | 全国ネット                                |
| 6    | 二宮ん家 ザ・ゴールデン | 2024年6月27日（木曜日） | 19:00 - 21:00   | 全国ネット 初のGP帯放送。                 |
| 7    | 二宮ん家                | 2025年1月3日（金曜日）  | 16:15 - 18:00   | 全国ネット                                |

## スタッフ
第7回（2025年1月3日放送分）
- ナレーター：三瓶由布子
- 構成：中藤洋
- 美術プロデュース：三竹寛典
- 美術デザイン：鈴木賢太
- アートコーディネーター：西嶋友里
- 大道具：鎌田大祐
- アクリル装飾：伊藤幸枝
- 装飾：百瀬貴弥
- 植木装飾：後藤健
- 視覚効果：倉谷美奈絵
- メイク：山田かつら
- TP：斉藤伸介
- TM︰鈴木達雄
- SW：木俣希
- CAM：二井内博紀
- VE：青木拓哉（一時離脱→復帰）
- MIX：小清水健治
- LD：安藤雄郎（一時離脱→復帰）
- 音響効果：上野大、多田思央美（J-WORKS）
- CGデザイン：木本禎子
- 編集：斉(齋)藤紗矢香（一時離脱→復帰）
- MA：足達健太郎（一時離脱→復帰）
- リサーチ︰森祐介
- 協力：ニユーテレス、fmt、IMAGICA Lab.、フジアール、スウィッシュ・ジャパン、PIXTA、istock（ニユー～フジア→以前は技術協力、スウィ→一時離脱→復帰）
- 制作協力：D:COMPLEX、MEW
- TK：色摩涼
- デスク：弦牧和子
- AD：古庄優香、飯坂仁美、松本澪奈、吉川理久、堺啓太、原七海、堺啓太
- AP：森本有紀子
- ディレクター：日下真行、藪崎雅弘、富本純平、川西崇文、峠奈緒
- 演出：夫馬教行
- プロデューサー：神尾昌宏、上原拓真
- 総合演出：石川隼
- チーフプロデューサー：松本祐紀
- 制作：フジテレビ編成制作局制作センター第二制作室
- 制作著作：フジテレビ

### 過去のスタッフ
- 制作統括：中嶋優一
- 構成︰高須光聖、大井達朗、宮丸直子
- 大道具：山田祐弥、三田部義広
- 装飾：門間誠
- TP：高瀬義美
- CAM：川治諒祐、小川利行
- VE：高橋正直、土井理沙
- AUD：加瀬悦史
- LD：河野誠
- 編集：古屋卓、野殿宗一郎、十倉大樹、浜野康良
- MA：近藤宏紀、土屋信（土屋→一時離脱→復帰）
- イラスト：グレードインターナショナル
- 音響効果：田中寿一（J-WORKS）
- リサーチ：スコープ
- 協力：インターナショナルクリエイティブ、VIC、ZEBRA CREATIVE、サニーサイドおおさか、広域テレビ技術、横浜国際プール、Eno STUDIO、casinodrive、Roppongi-Lab、株式会社ダイトク、カンドゥ,tv
- 企画協力：ジャニーズ事務所（以前は制作協力）
- 制作協力：ぷろぺら
- 広報：平井隆、根本智史
- デスク：藤田冴子、筒井さおり
- FD：岩田信歩
- AD：大岩玲奈、江邑麗香、祖父江晃穂、和田完吾、山内淑仁、眞城里奈、服部周平、三池萩
- ディレクター：青木孝之、佐藤秀樹、藤田賢城、木村剛、加藤武、前田匡寛、三根榮太郎、荒木浩二、前田さつき、岸本泰
- 演出：竹内誠
- 総合演出：当麻晋三
- プロデューサー：風見裕子、利光智子、長谷川うらら